# Suzuki Vitara
Suzuki Vitara — компактный кроссовер, выпускающийся с 1988 года компанией Suzuki.
С 1998 по 2014 год автомобиль выпускался как Suzuki Grand Vitara. На японском рынке модель представлена под именем Suzuki Escudo.

## Первое поколение

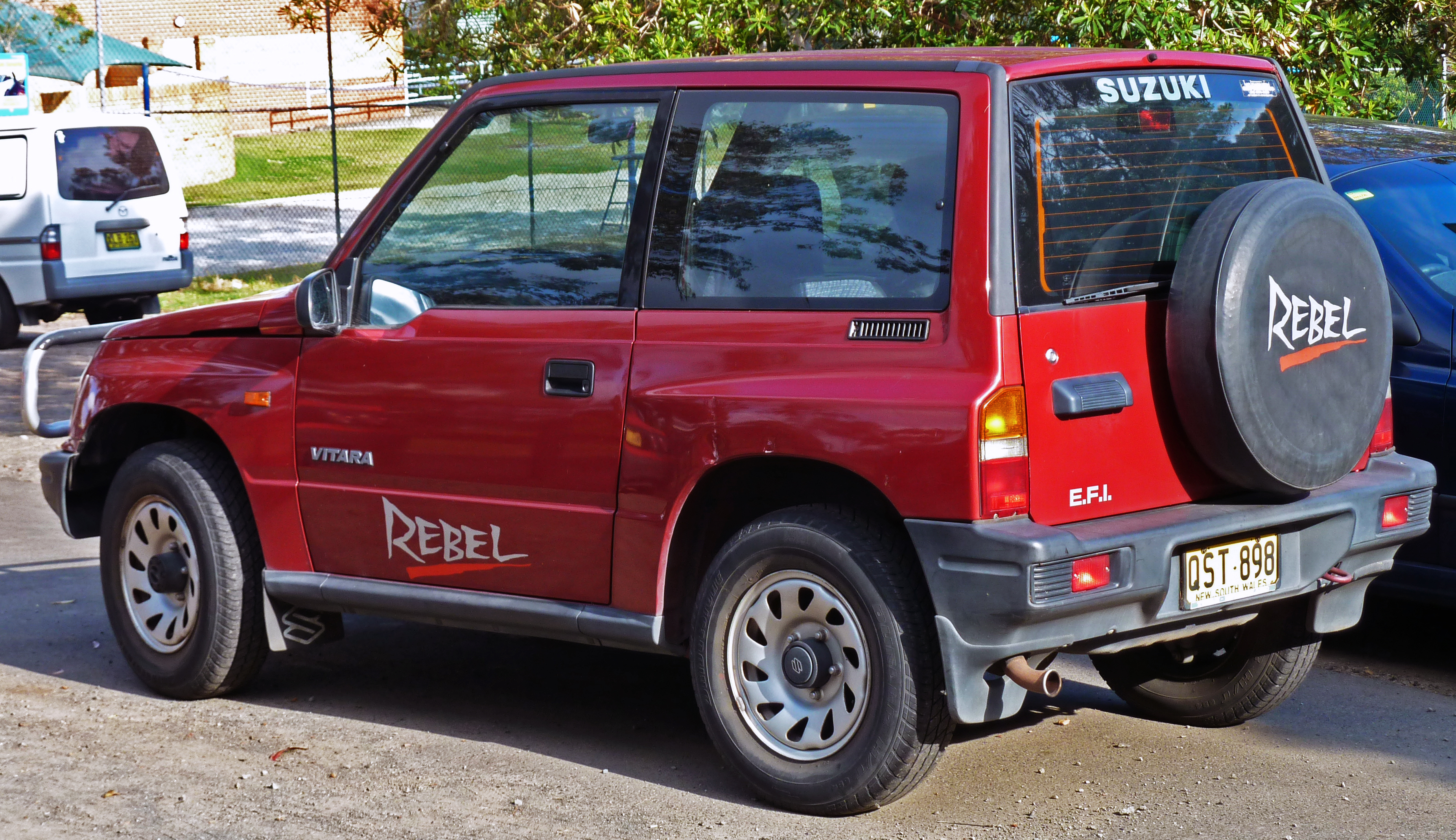
Трёхдверная Suzuki Vitara Rebel 3-door (Australia)

Первый Suzuki Vitara был показан в 1988 году на внутреннем японском рынке как Escudo, затем — как Sidekick в Северной Америке (только с 5-дверным кузовом и кабриолет). В 1991 году к Sidekick был добавлен 3-дверный вариант.
В 1993 году была изменена приборная панель. Также появилась ограниченная модификация Vitara Rossini с розовой окраской кузова. Всего было произведено 250 экземпляров этой модификации.
В 1996 году появилась модификация X90 — механически идентичная Sideckick кузова кабриолет, но имеющая более округлый кузов. Продажи этой модификации закончились в 1998 году.
В Испании производство было на заводе партнёра Suzuki — Santana. После рестайлинга 2005 года название было изменено на Santana 300/350.

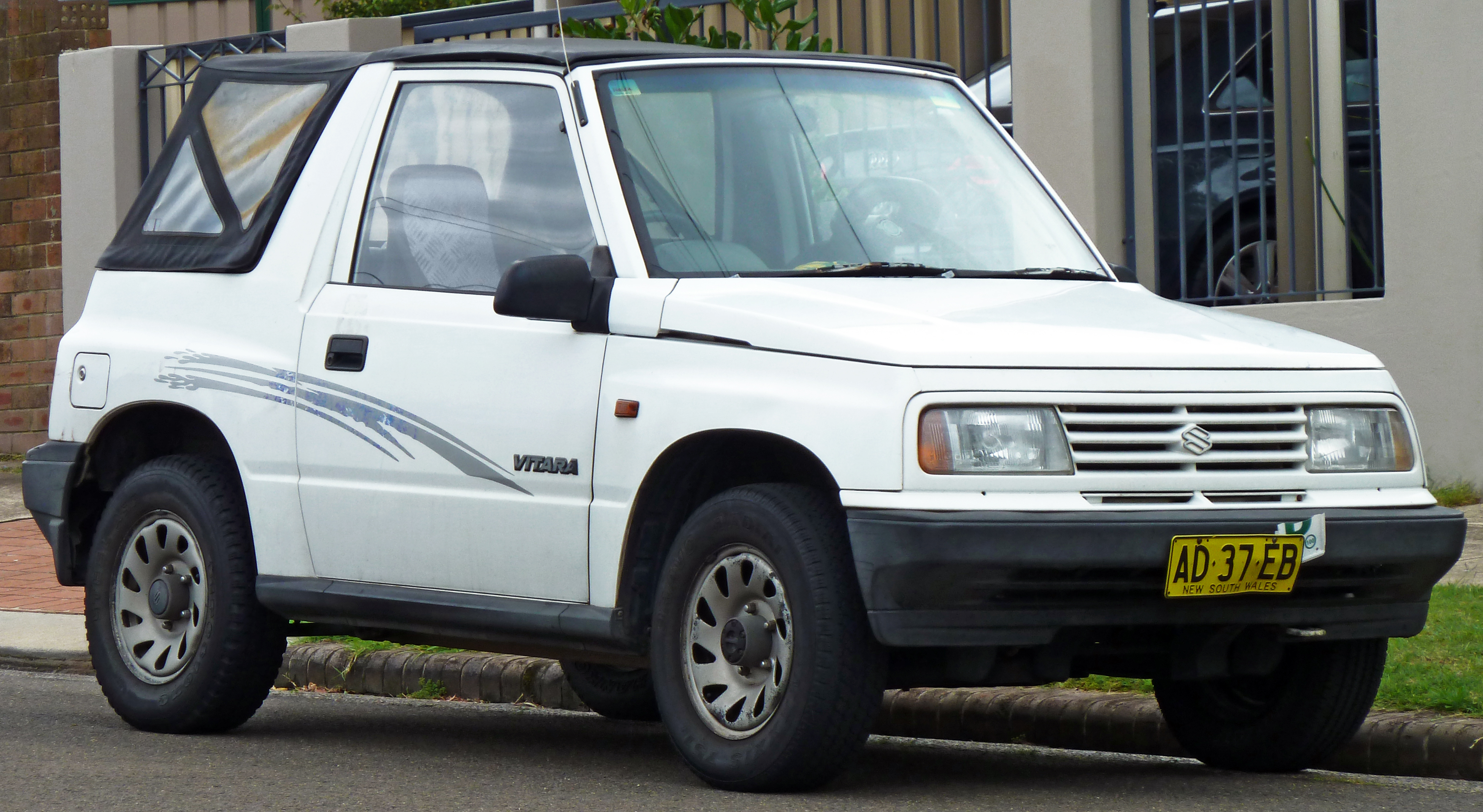
Кабриолет

## Второе поколение
Спустя 10 лет после старта производства Vitara, 18 января 1998 года, Suzuki выпускает второе поколение автомобиля. Vitara (получившая приставку «Grand») стала больше, дороже и мощнее. Она получила новый двигатель; также были внесены значительные также технические доработки.
Автомобиль всё так же имел три кузова: 3-дверный, 5-дверный и кабриолет. Из за больших различий в длине между 3- и 5-дверной версии одна из них была как мини-кроссовер, другая как компактный кроссовер. Также существовала заметно увеличенная по размеру модель «Grand Vitara XL-7».

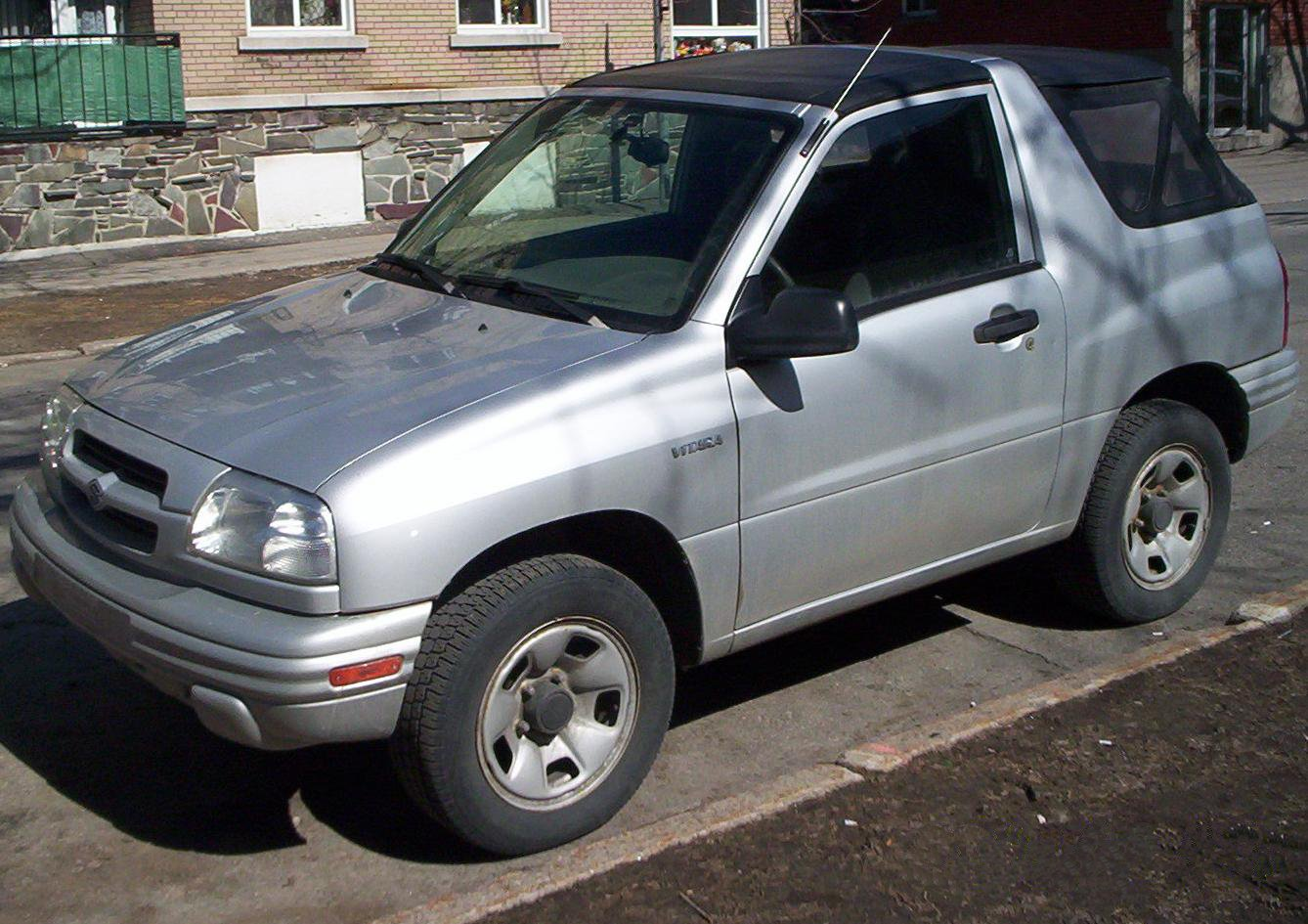
Кабриолет

Автомобиль мог комплектоваться одним из 2,0-л двигателей либо 2,5-л двигателем. В 2001 году для британского рынка появился 1,5-л двигатель.

## Третье поколение

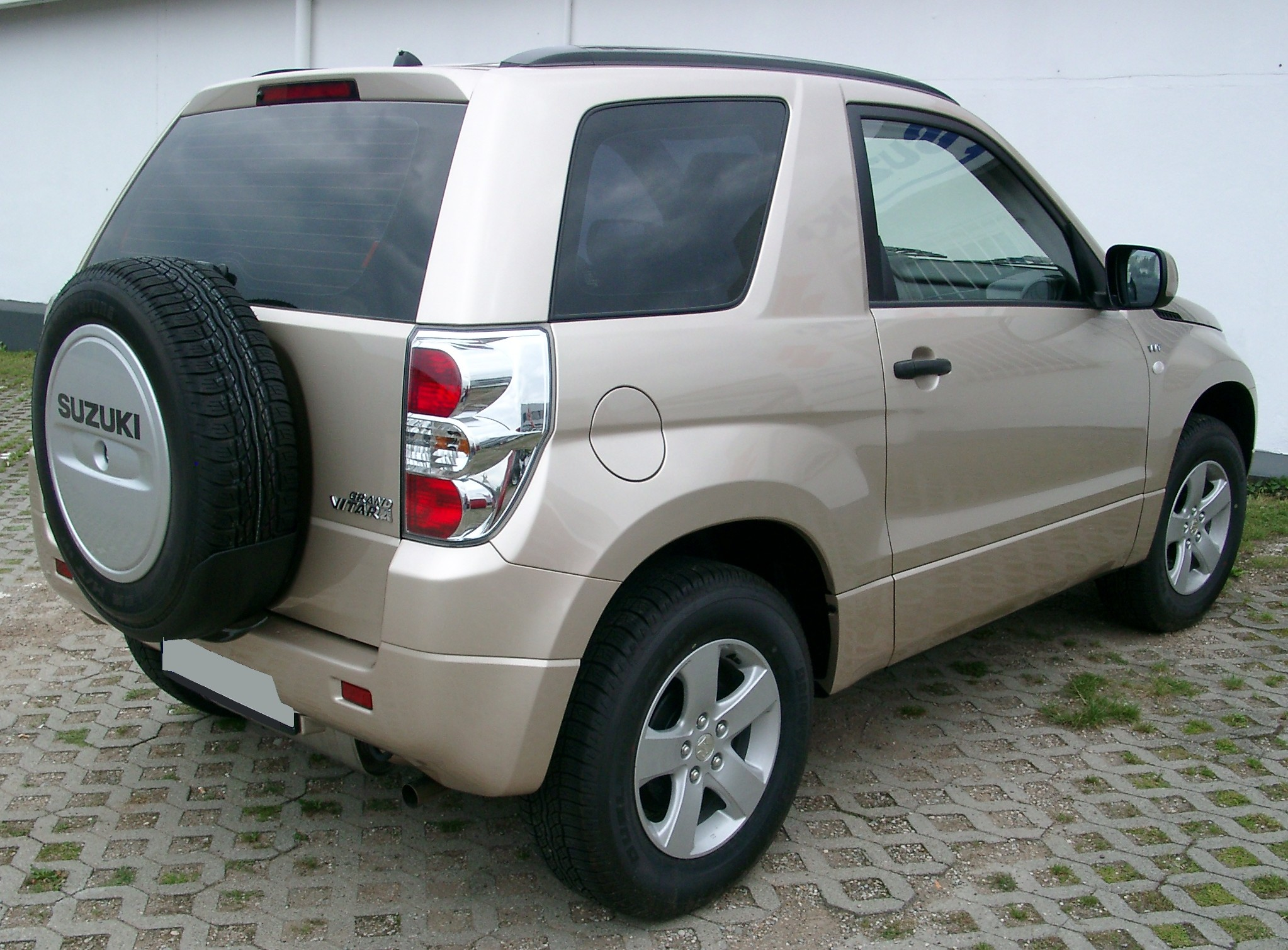
Трёхдверная модификация

В 2005 году компания Suzuki представила третье поколение автомобиля, теперь уже именуемого как Grand Vitara. В отличие от предшественника, у автомобиля рама лестничного типа стала интегрированной в кузов, а полный привод стал постоянным. Впрочем, в наличии блокировка межосевого дифференциала и понижающая передача в трансмиссии.
На внутреннем японском рынке автомобиль выпускается в целом ряде специальных версий. Среди них — «Helly Hansen» (создана для любителей активного отдыха совместно с производителем зимней одежды), «Salomon» (отличается отделкой кузова панелями под хром), «Supersound Edition» (с аудиосистемой премиум-класса) и «FieldTrek» (наиболее престижная комплектация, присутствуют рейлинги и люк в крыше, ксеноновая головная оптика).
Во второй половине 2008 года модель претерпела небольшой рестайлинг, а также получила два новых двигателя. Отныне, Grand Vitara предлагается покупателям помимо 2-литрового бензинового двигателя, так же с двигателями 2,4 л (169 л. с., система автоматического изменения фаз газораспределения), и 3,2 л (232 л. с., V-образный 6-цилиндровый агрегат). Внешне рестайлинговую Suzuki Grand Vitara от предыдущих версий можно отличить по видоизменённому переднему бамперу, новым передним крыльям с выделенными колёсными арками, наружным зеркалам заднего вида со встроенными повторителями указателей поворота и решётке радиатора с более крупными ячейками. Установив в кроссовер новые, более мощные, двигатели, инженерам Suzuki пришлось позаботиться о более продвинутой шумоизоляции салона. Также рестайлинговая Grand Vitara приобрела многофункциональный дисплей в центре приборной панели.
В начале июля 2010 года концерн Suzuki объявил о модернизации экспортных версий автомобиля. Grand Vitara 2011 модельного года лишилась запасного колеса на двери багажника, за счёт этого габаритная длина автомобиля уменьшилась на 200 мм. Дизельный 1,9-литровый двигатель от Renault модернизировали до соответствия экологическому уровню Euro 5, в базовое оснащение всех версий кроссовера вошли самоблокирующийся центральный дифференциал и электропривод включения пониженной передачи в раздаточной коробке.
В России продажи Grand Vitara завершились в 2014 году, но в некоторых странах модель оставалась доступна вплоть до 2019 года.

### Безопасность
| Euro NCAP                                                               | Euro NCAP | Euro NCAP | Euro NCAP |
| ----------------------------------------------------------------------- | --------- | --------- | --------- |
| Рейтинги                                                                | Пассажир  |           | 30        |
| Рейтинги                                                                | Ребёнок   |           | 27        |
| Рейтинги                                                                | Пешеход   |           | 19        |
| Протестированная модель: Suzuki Grand Vitara 1,9 DDiS JLX-A, LHD (2007) |           |           |           |

## Четвёртое поколение

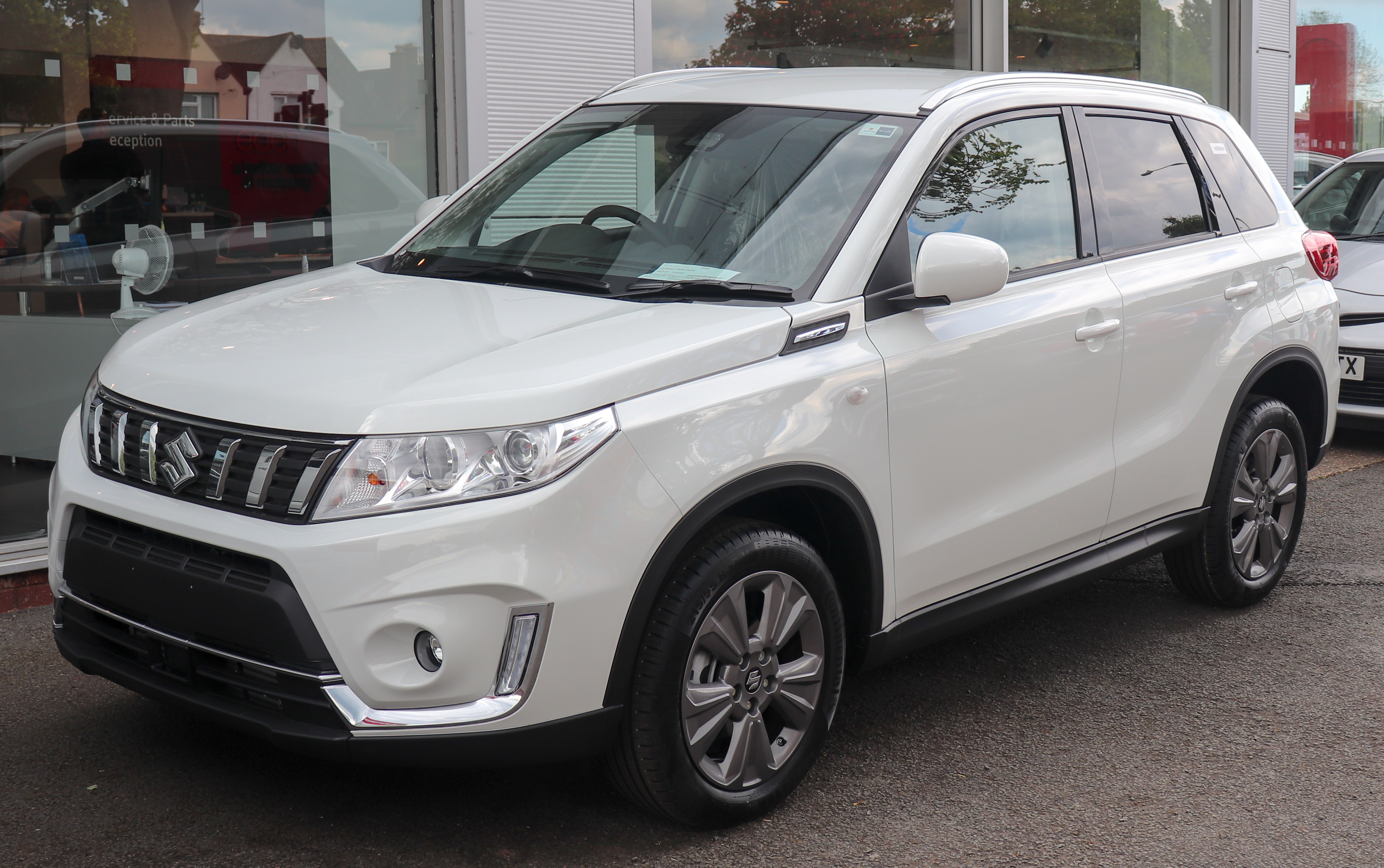
Модель 2018 года

Четвёртое поколение было представлено  на 65-м Международном автомобильном салоне во Франкфурте-на-Майне в сентябре 2013 года концептом Suzuki iV-4. Спустя год, 10 октября 2014 года производственная версия автомобиля, получившая старое название Suzuki Vitara, была представлена на  Парижском автосалоне. Серийное производство началось на венгерском заводе Magyar Suzuki (март 2015 года) и (до 2019 года —параллельно с третьим поколением) — в Японии. В Японии продажи Vitara как четвёртого поколения Suzuki Escudo начались 15 октября 2015.
В отличие от 1-го и 2-го поколения, машина имеет тип кузова кроссовер (такой же тип кузова имеет третье поколение). Является производственной версией концепта .
Существует специальная версия четвёртого поколения Vitara, которая имеет название Vitara S или Vitara Sport на некоторых рынках. Vitara S оснащена двигателем Boosterjet объёмом 1,4 литра с турбонаддувом и мощностью 138 лошадиных сил. Этот двигатель, оснащаемый шестиступенчатой АКПП, превосходит стандартный бензиновый 1,6 л на 20 % по мощности и на 40 по крутящему моменту.
В 2018 году на Парижском автосалоне была представлена обновлённая версия кроссовера. Рестайлинг был сделан также в связи с 30-летием производства автомобиля. Vitara получил новый передний бампер (в который теперь удобно помещается радар, работающий на миллиметровых волнах), новый цветной LCD-дисплей в салоне диагональю 4,2". Была также добавлена система безопасности Suzuki Safety Support, которой также оснащаются модели Jimny и Swift; она включает в себя систему автономного экстренного торможения автомобиля Dual Sensor Brake Support и функцию распознавания дорожных знаков.

### Безопасность
Автомобиль прошёл тест Euro NCAP в 2015 году:
| Euro NCAP                                                  | Euro NCAP | Euro NCAP | Euro NCAP             |
| ---------------------------------------------------------- | --------- | --------- | --------------------- |
| · общий рейтинг                                            |           |           |                       |
| 89%                                                        | 85%       | 76%       | 75%                   |
| взрослый пассажир                                          | ребёнок   | пешеход   | активная безопасность |
| Протестированная модель: Suzuki Vitara 1.6 GL+, LHD (2015) |           |           |                       |